# Erbach (Assia)
Erbach è una città tedesca situata nel land dell'Assia.

## Storia
Il centro abitato, un tempo circondato da mura difensive, era la residenza dei Conti di Erbach.